# The John Lennon Collection
The John Lennon Collection è un'antologia della carriera solista di John Lennon.
Fu il primo album di Lennon distribuito dopo la morte dell'artista nel 1980. L'album include molti dei singoli di successo di Lennon e una selezione di brani dalla maggior parte dei suoi album da solista con la EMI risalenti al periodo 1970-75, come anche alcune tracce dal suo ultimo album Double Fantasy.
L'immagine di copertina è una foto di John Lennon opera della celebre fotografa Annie Leibovitz scattata l'8 dicembre 1980, il giorno in cui Lennon fu ucciso.

## Tracce
Testi e musiche di John Lennon, eccetto dove indicato.
1. Give Peace a Chance – 4:52
2. Instant Karma! – 3:20
3. Power to the People – 3:16
4. Whatever Gets You Thru the Night – 3:17
5. #9 Dream – 2:46 (4:46 sulla ristampa in CD)
6. Mind Games – 4:12
7. Love – 3:22
8. Happy Xmas (War Is Over) (John Lennon/Yōko Ono) – 3:33
9. Imagine – 3:02
10. Jealous Guy – 4:14
11. Stand by Me (Jerry Leiber e Mike Stoller/Ben E. King) – 3:25
12. (Just Like) Starting Over – 3:55
13. Woman – 3:25
14. I'm Losing You – 3:57
15. Beautiful Boy (Darling Boy) – 4:01
16. Watching the Wheels – 3:31
17. Dear Yoko – 2:33
18. Move Over Ms. L. – 2:56
  - Originariamente pubblicata nel 1975 come lato B del singolo Stand by Me
  - Bonus track aggiunta nella versione CD del 1989
19. Cold Turkey – 5:01
  - Bonus track aggiunta nella versione CD del 1989